# Кондратович, Кирьяк Андреевич
Кирья́к Андре́евич Кондрато́вич (1703—1790) — русский писатель

, поэт и переводчик XVIII века; коллежский асессор.

## Биография
Кирьяк Андреевич Кондратович родился в 1703 года в семье сотника Ахтырского слободского казачьего полка. Получил образование в Киевской духовной академии, где приобрёл, вместе с довольно хорошим знанием польского и латинского языков, пристрастие к схоластике.
С 1728 по 1731 году обучал латинскому языку семинаристов в Переяславле Рязанском, где в то время был епископом его дядя, известный проповедник, Гавриил Бужинский.
В 1733 году Кондратович занимался у Феофана Прокоповича переводами и в том же году был отослан в Екатеринбург, учителем детей церковников и мастеровых. Здесь он занимался переводами по указанию В. Н. Татищева и сделал для него немало переводов из латинских и польских источников, касающихся русской истории. В 1735—1739 годах он занимал должность «придворного философа», по словам В. Н. Татищева — гусляра, по-видимому, просто шута.
С воцарением Елизаветы Петровны Кондратович переехал в столицу и, представив в Петербургскую Академию Наук составленный им «Лексикон», который впоследствии лег в основание начальных трудов по составлению первого русского словаря, изданного Российской Академией в 1786—1796 гг., заявил Правительствующему сенату свое желание получить при Академии Наук место профессора «к собиранию лексиконов латинско-российского и российско-латинского языков»; но подобной кафедры тогда в АН не существовало, и Кондратовича определили старшим переводчиком при Академии Наук, с жалованием в 300 рублей.
Первые два года, когда он одновременно с академическими занятиями обучал катехизису сына барона Строганова, который покровительствовал ему в Екатеринбурге, ему жилось, как читаем в одном из его писем, «свободно, прохладно, совокупно и равномерно весело»; в последующее же время он испытал много неприятностей. Особенно его огорчало то, что Академия Наук упорно не печатала его переводов.
В 1745 году Кондратович написал работу по латинской грамматике, посвятил ее Священному Синоду Русской православной церкви и в особом «доношении» по этому случаю привёл и реестр своих переводов и словарей, числом 31. Но грамматика была признана «неисправной», и обращение Кондратовича к Синоду РПЦ не имело практически никаких результатов.
В ноябре 1759 году в периодическом издании А. П. Сумарокова «Трудолюбивая пчела» появился впервые в печати перевод его двух элегий Овидия Назона. Затем Кондратович был назначен в помощники Михаилу Васильевичу Ломоносову «при сочинении российского лексикона»; и с ним, и с Сумароковым он не ужился.
В 1758—1759 годах перевёл «Илиаду», а в начале 1760-х — «Одиссею», прозой, с латыни, с издания Иоанна Спондана. Переводы так и не изданы, хотя сохранились.
В 1766 году он подал в Академию Наук прошение об издании его переводов и при этом сообщил полный перечень своих трудов, но академики проигнорировали просьбу Кондратовича. Однако, в 1767 году появились в печати следующие переводы К. А. Кондратовича с латинского языка: 1) «Исследование сочинителя Ригера о воздухе», 2) «Феофила Сигефра Беэра, бывшего профессора восточной истории и языков, География российская из Константина Порфиродного», 3) «Сочинение о варягах автора Феофила Сигефра Беэра, бывшего профессора восточной истории и восточных языков при Императорской Академии Наук», 4) «География российская и соседственных с Россией областей около 947 года, из книг северных писателей выбрана, автора Беэра», 5) «Марка Туллия Цицерона двенадцать отборных речей». В посвящениях этих переводов высокопоставленным особам Кондратович печатал частью стихотворные похвалы лицам, которым посвящены переводы, частью «оды», вовсе не имеющие отношения к переводу; так например, при трактате о варягах находим «оду парафропическую о впадшем в разбойники»; в «Географии российской» — такая же ода о страшном суде; в «Исследовании о воздухе» — «элегия или ария об Абрадате, сузском царе».
Кроме того Кирьяк Андреевич Кондратович занимался сбором и составлением эпиграмм и из многочисленного собрания их ему удалось в 1769 году напечатать до 300 под названием «Старик молодой доброхотному и недоброхотному читателю», но это издание не имело успеха ни у критиков, ни у читателей.
Последними печатными трудами Кондратовича были: 1) «Польский общий словарь и библейный, с польской, латинской и российской новоисправленной библиями смечиван»… (СПб., 1775), и 2) «Декционер или речениар по алфавиту российских слов о разных произращениях, то есть древах, травах, цветах, семенах огородных и полевых кореньях и о прочих былиях и минералах» (СПб., 1780).
Критики в конце XIX — начале XX века оставляли о его трудах довольно нелестные отзывы, но все признавали его необычайную плодовитость, как автора, только сонетов, рондо и эпиграмм им было написано около 10 тысяч (!) и, со временем, когда они стали представлять и исторический интерес, скептицизма направленного в адрес его сочинений стало звучать заметно меньше.
Кирьяк Андреевич Кондратович умер около 1790 года в городе Санкт-Петербурге.
Некоторые неизданные переводы Кондратовича упоминаются, между прочим, в «Описании рукоп. Румянц. музеума», № CCLXIV и у Змеева, «Рус. врачебники», 155.

## Переводы
- Сигизмунд фон Герберштейн, Записки о Московии, с базельского латиноязычного издания 1571 года, 1748[10].

## Сочинения
- Польский общий словарь и библейный, с польской, латинской и российской новоисправленной библиями смечиван. СПб., 1775
- Декционер или речениар по алфавиту российских слов о разных произращениях, то есть древах, травах, цветах, семенах огородных и полевых кореньях и о прочих былиях и минералах., СПб., 1780